# Anthocephala
Anthocephala is een geslacht van vogels uit de familie kolibries (Trochilidae) en de geslachtengroep Trochilini (briljantkolibries). Er zijn twee soortent: 
- Anthocephala berlepschi – Magdalenabloemkroonkolibrie
- Anthocephala floriceps – Santa-Martabloemkroonkolibrie